# Sorbano
Sorbano è una frazione del comune di Sarsina, in provincia di Forlì-Cesena. Fino al 1964, anno in cui fu soppresso, costituì un comune autonomo. 

## Geografia fisica
Sorbano è situata ad 1,6 km ad est dal centro di Sarsina ed è posta sulla riva sinistra del Savio.

## Origini del nome
Il toponimo di Sorbano deriva dal latino Suburbanum dell'antica Sarsina, abitato in antichità dagli Umbri-Sapini anche detti Sassinates.

## Storia
Fu castello dei vescovi di Sarsina, ai quali venne tolto spesse volte dai Malatesta, dagli Ordelaffi, dai signori Della Faggiuola e dai conti Guidi. Quando nel 1404 i Fiorentini s'impossessarono dei domini dei conti Guidi, rispettarono Sorbano, che occuparono soltanto nel 1428. Nel 1500 fu conquistato dalle truppe di Cesare Borgia, poi dai Veneziani, e quindi dal Papa, ma nel 1546 ritornò a Firenze, di cui, da allora in poi, seguì le sorti, per poi essere eletto a Comune nel 1775. Fino al 1923 il territorio dell'antico comune apparteneva alla provincia di Firenze, in Toscana, e comprendeva le frazioni di Montalto o Sommano, Montoriolo, Rullato, Tezzo e Valbiano a Castelnovo.
Il 28 settembre 1944 sedici uomini, prelevati come ostaggi dai nazisti a Sarsina, vennero condotti a Sorbano e qui fucilati. Dei condannati in sei riuscirono a sopravvivere all'esecuzione.

### Simboli
Lo stemma dell'antico comune (che raffigura una pianta di sorbo in campo blu, alla cui base del tronco stanno due leoni rampanti), è tuttora visibile in due versioni effigiati da pittore ignoto su due medaglioni in legno posti nell'archivio storico.